# Neoga (Illinois)
Neoga – miasto w Stanach Zjednoczonych, w stanie Illinois, w hrabstwie Cumberland.